# Ayumi Kinoshita
Ayumi Kinoshita (木下あゆ美) (Aichi, Japão, 13 de dezembro de 1982), é um atriz japonesa.

## Filmografia

### Filmes
| Ano  | Título original                                        | Título em português | Papel   | Observações |
| 2004 | Tokusou Sentai Dekaranger The Movie: Full Blast Action |                     | Jasmine |             |
| 2005 | Tokusou Sentai Dekaranger vs. Abaranger                |                     | Jasmine |             |
| 2006 | Master of Thunder                                      |                     | Ayumi   |             |
| 2006 | Mahou Sentai Magiranger vs. Dekaranger                 |                     | Jasmine |             |

### Televisão
| Ano  | Título original       | Título em português | Papel            | Observações |
| 2006 | Uramiya Honpo         |                     | Uramiya          | TV Tokyo    |
| 2006 | Kekkon Shiki e Ikou!  |                     |                  | TBS         |
| 2008 | Miracle Voice         |                     | Chizuru Takeuchi | TBS         |
| 2008 | Uramiya Honpo Special |                     | Uramiya          | TV Tokyo    |
| 2009 | Love Game             |                     | Ayuba            | ep 8, NTV   |
| 2009 | Uramiya Honpo REBOOT  |                     | Uramiya          | TV Tokyo    |

### Tokusatsu
| Ano  | Título original           | Título em português                           | Papel                                             | Observações         |
| 2004 | Tokusou Sentai Dekaranger | Esquadrão de Investigação Especial Dekaranger | Jasmine / Deka Yellow                             | TV Asahi            |
| 2010 | Kamen Rider W             |                                               | Aya Kujo                                          | ep 21 e 22,TV Tokyo |
| 2011 | Kaizoku Sentai Gokaiger   | Esquadrão Pirata Gokaiger                     | Jasmine / Deka Yellow                             | ep 4, TV Asahi      |
| 2013 | Zyuden Sentai Kyoryuger   | Esquadrão Eletrossauro Kyoryuger              | Yuuko Fukui / Kyoryu Cyan (no penúltimo episódio) | alguns episódios    |

### Dublagem
| Ano         | Título original                   | Título em português                 | Papel                                   | Observações |
| 2008 - 2011 | Yu-Gi-Oh! 5D's                    |                                     | Akiza Izinski/Aki Izayoi                | TV Tokyo    |
| 2011        | Power Rangers: Space Patrol Delta | Power Rangers: Super Patrulha Delta | Elizabeth "Z" Delgado/SPD Yellow Ranger |             |